# 1501 McGill College
Le 1501 McGill College, también conocido como La Tour McGill, es un rascacielos de 158 m y 36 pisos en el centro de Montreal, la mayor ciudad de la provincia canadiense de Quebec. Llamado así por su dirección en 1501 McGill College Avenue, se completó en 1992 al mismo tiempo que los dos edificios más altos de la ciudad, 1000 de La Gauchetière y 1250 René-Lévesque. Está conectado a la estación de la estación McGill del Metro a través de la red peatonal subterránea de la ciudad.

## Arquitectura
Diseñado por WZMH Architects, la forma posmoderna del edificio presenta un muro cortina de vidrio que varía entre azul y verde según la luz solar. Los 4 pisos superiores forman un ático mecánico en forma de pirámide que se ilumina en blanco por la noche. En determinadas épocas del año, se ilumina con un color (o colores) relacionados con una fiesta o evento. 
Por ejemplo, se enciende en blanco, verde y rojo durante las vacaciones de Navidad (de manera similar al Empire State Building), morado y amarillo para Pascua, naranja para Halloween, verde para el día de San Patricio, rojo para el día de San Valentín y, en abril de 2011, azul, blanco y rojo para apoyar a los Montreal Canadiens durante los playoffs de la Copa Stanley.